# Almora (motorfietsmerk)
Almora is een historisch Duits historisch merk van motorfietsen.
De bedrijfsnaam was: Almora Motor & Fahrzeug AG, Kassel.
Almora bouwde net als Albertus door Julius Löwe ontworpen 113- en 138cc-tweetakt-eencilinders die met benzine werden opgewarmd, maar op ruwe olie liepen. Het principe was echter niet voldoende uitgerijpt en het vermogen was veel te laag. Dat gold ook voor latere 176 cc-typen. De productie begon in 1924, maar moest al in 1925 worden beëindigd.